# Nicolas Coëffeteau

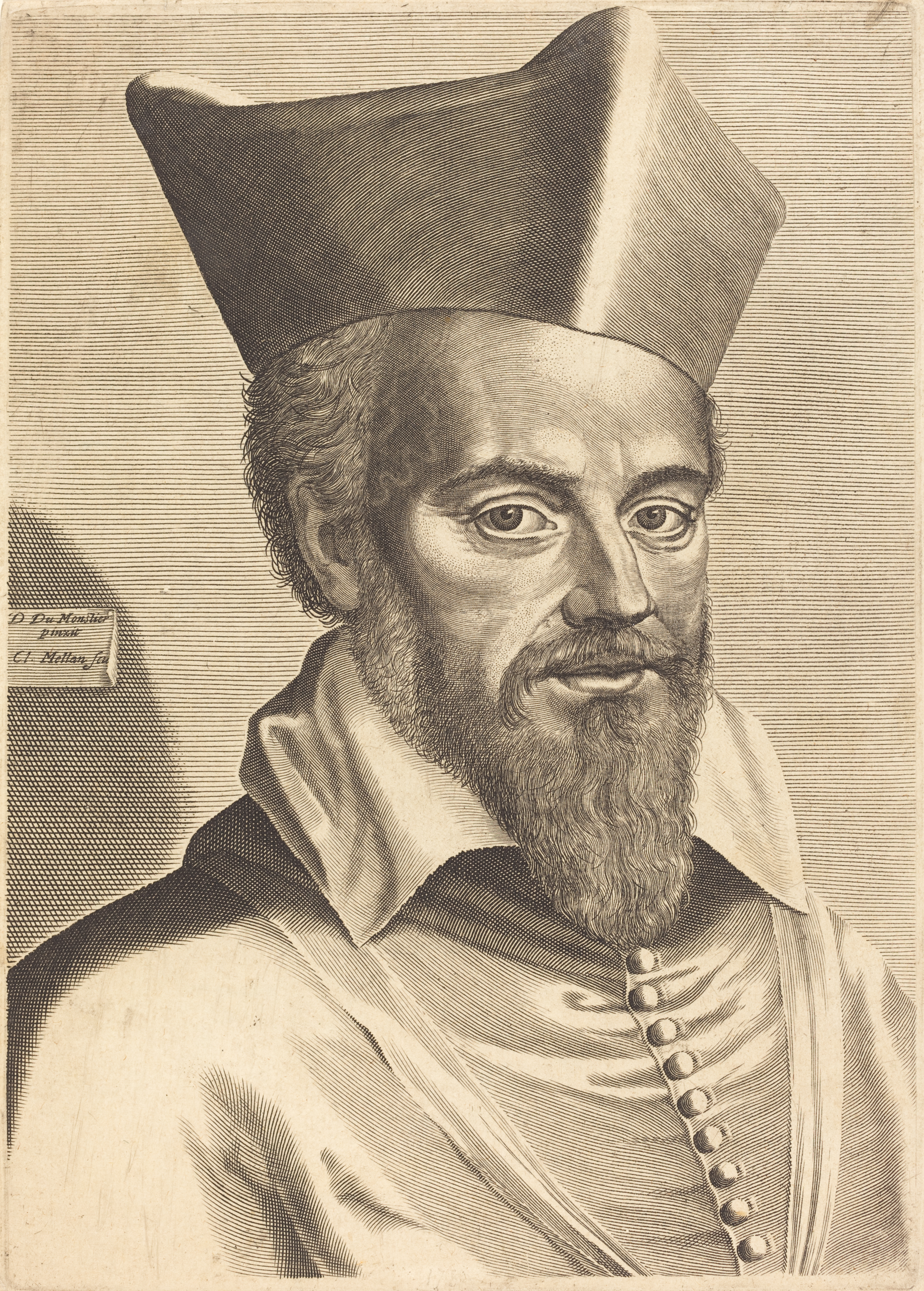
Nicolas Coëffeteau

Nicolas Coëffeteau (* 1574 in Château-du-Loir; † 21. April 1623 in Paris) war ein französischer Dominikaner, Theologe und Bischof.

## Leben und Werk
Nicolas Coëffeteau trat 1588 in den Dominikanerkonvent Le Mans ein und ging nach Paris in den Konvent in der Rue Saint-Jacques. Als Schüler von Jacques-Davy Duperron wurde er dank der Qualität seiner Predigten 1602 Almosenier der Margarete von Valois und 1608 des Königs Heinrich IV. Ab 1617 Koadjutor des Bischofs von Metz, war er ab 1621 für den Bischofsstuhl von Marseille bestimmt, starb aber 1623 vor Amtsantritt im Alter von 49 Jahren, nachdem 1622 noch seine gesammelten Werke erschienen waren.
Coëffeteau war im 17. Jahrhundert vor allem für seine Übersetzung der Römischen Geschichte des Florus bekannt, die von 1615 bis 1680 in 50 Ausgaben erschien und Maßstäbe setzte. Seine Übersetzung des Romans Argenis von Jean Barclay erschien postum. Aus dem Italienischen übersetzte er ein Werk des Dominikaners Giacomo Affinati († 1615). Durch weitere französische Schriften wie die analytische Abhandlung über die menschlichen Leidenschaften (Tableau des passions humaines, von 1620 bis 1664 mehrfach gedruckt) und durch die Abfassung theologischer Schriften in französischer statt lateinischer Sprache (Premier Essay des questions théologiques traitées en notre langue, 1607) wurde Coëffeteau, ähnlich wie François de Malherbe, zu einem der Stammväter des klassischen Französisch, dessen Texte für das erste Wörterbuch der Académie française als Materialbasis empfohlen wurden. In seiner Totenrede auf Heinrich IV. zeigte er sich als Vorläufer von Bossuet.  Er galt als einer der Lehrer von Vaugelas.

## Werke (Auswahl)

### Französisch
- La Marguerite chrestienne, hymne contenant la vie, miracles et passion de la vierge saincte Marguerite. Lyon 1602.
- L’Hydre défaicte par l’Hercule chrestien, des labeurs de F. N. Coëffeteau. Huby, Paris 1603, 1615.
- La Defense de la Saincte Eucharistie et présence réelle du corps de Jésus-Christ, contre la prétendüe Apologie de la Cène publiée par Pierre Du Moulin, ministre de Charenton. Huby, Paris 1607, 1630.
  - Les Merveilles de la Sainte Eucharistie discourues et défendues contre les infidelles. 1631.
  - Refutation des faussetez contenues en la deuxiesme edition de l’Apologie de la Cene, du ministre Du Moulin. Par F. Nicolas Coeffeteau docteur en theologie de la faculte de Paris, & predicateur ordinaire du Roy. Au tres-chrestien Roy de France & de Navarre, Henri IIII. Huby, Paris 1609.
  - Examen ou Refutation d’un livre de la toute-puissance et de la volonté de Dieu, publié par P. D. M. ministre à Charanton. Par Reverend Pere en Dieu messire Nicolas Coeffeteau, evesque de Dardanie, suffragant de l’evesché de Metz. S. Cramoisy, Paris 1617.
- Premier Essay des questions théologiques traitées en nostre langue selon le stile de S. Thomas et des autres scolastiques. Huby, Paris 1607.
- Tableau de la pénitence de la Magdeleine. Nouvelle édition enrichie de plusieurs discours. Huby, Paris 1609. S. Cramoisy, Paris 1625.
- Responce a l’advertissement, adressé par le serenissime roy de la Grande Bretagne, Jacques I. à tous les princes & potentats de la chrestienté. Par F. N. Coeffeteau docteur en theologie, de l’ordre des Fr. prescheurs, & predicateur ordinaire du Roy. Huby, Paris 1610.
- Harangue funèbre prononcée à Paris, en l’église de Sainct-Benoist, au service fait pour le repos de l’âme de Henry IIII. Huby, Paris 1610.
- Response au livre intitulé «Le Mystère d’iniquité», du sieur Du Plessis. Huby, Paris 1614.
- (Hrsg.) Examen du livre du sieur Du Plessis contre la messe. Composé il y a environ dix-huict ans par meßire Jacques Davy, lors evesque d’Evreux, & maintenant cardinal Du Perron, archevesque de Sens, & grand aumosnier de France. Et publié par rev. pere en Dieu messire Nicolas Coeffeteau, evesque de Dardanie, & suffragant de l’evesché de Mets. 2 Bde. Le Marié, Paris 1617–1618, 1620.
- Tableau des passions humaines, de leurs causes et de leurs effets Cramoisy, Paris 1620.
- Oeuvres du R. P. en Dieu F. Nic. Coëffeteau contenant un nouveau Traicté des noms de l’Eucharistie, auquel est refuté tout ce que les Srs Du Plessis, Casaubon et M. Pierre Du Moulin, ministre de Charenton, ont escrit sur ce sujet contre la doctrine de l’Église, avec divers autres traictez ci-devant publiez par le mesme autheur. S. Cramoisy, Paris 1622.

### Latein
- Pro sacra Monarchia Ecclesiae catholicae et romanae, adversus «Rempublicam» Marci Antonii de Dominis libri quatuor apologetici, quatuor ejus prioribus libris oppositi, authore Fr. Nicolao Coëffeteau. S. Cramoisy, Paris 1623.

### Übersetzer
- Histoire romaine de Lucius Annaeus Florus... mise en nostre langue. Cramoisy, Paris 1615, zuletzt 1680.
- La Montaigne Saincte de la tribulation, qui est un traicté des afflictions et de leurs remèdes, composé premièrement en italien par le Révérend Père Jacques Affinati. P. Rigaud, Lyon 1620.
- Histoire de Poliarque et d’Argénis, par F. N. Coeffeteau évêque de Marseille. S. Thiboust et J. Villery, Paris 1624.